# MFANS
| Совокупная оценка    | Совокупная оценка |
| Источник             | Оценка            |
| -------------------- | ----------------- |
| Metacritic           | 80/100            |
| Оценки критиков      |                   |
| Источник             | Оценка            |
| AllMusic             | [ 2 ]             |
| The Line of Best Fit | (8/10)            |
| Loud and Quiet       | (8/10)            |
| Pitchfork            | (6.0/10)          |
| Under the Radar      | (8/10)            |

M:FANS — шестнадцатый студийный альбом валлийского музыканта и композитора Джона Кейла. Релиз альбома состоялся 22 января 2016 года на Double Six Records — подлейбле Domino Recording Company. Релиз включает в себя новые версии песен из его альбома 1982 года Music for a New Society. Отдельным синглом в ноябре 2015 года вышла песня «Close Watch». В данной композиции в качестве приглашённого музыканта отметилась Эмбер Коффман из группы Dirty Projectors.

## Список композиций
Автор всех песен — Джон Кейл, кроме отмеченных.
1. «Prelude» — 2:17
2. «If You Were Still Around» (Кейл, Сэм Шепард) — 5:18
3. «Taking Your Life in Your Hands» — 5:43
4. «Thoughtless Kind» — 5:27
5. «Sanctus (Sanities Mix)» — 5:19
6. «Broken Bird» — 5:10
7. «Chinese Envoy» — 3:51
8. «Changes Made» — 3:54
9. «Library of Force» — 3:09
10. «Close Watch» — 5:15
11. «If You Were Still Around (Choir Reprise)» (Кейл, Шепард) — 4:44
12. «Back to the End» — 3:34

## Участники записи
- Джон Кейл — вокал, голос, шум, клавишные, орга́н, фортепиано, электрическое фортепиано, гитара, электрогитара, программирование гитары, бас, программирование, синтезатор, ударные, виола, семплы, производство, запись, микширование
- Дастин Бойер[англ.] — гитара, синтезированная гитара, бас, loops, программирование, драм-машина, программирование ударных, ударные, микширование, запись
- Динтони Паркс[англ.] — клавишные, шум, loops
- Джоуи Марамба — синтезированный бас
- Ральф Эспозито — синтезированный бас
- Алекс Томас[англ.] — ударные, семплы
- Мэтт Фиш[англ.] — виолончель
- Мигуэль Артвуд-Фергюсон[англ.] — виола
- Томас Ли — виола
- Джесси Грин[англ.] — скрипка
- Крис Батиста — труба
- Эмбер Коффман — вокал в треке «Close Watch»
- New Direction Church — хор
- Бенджамин Гудман — руководитель хора
- Уильям Артур Джордж Кейл — голос
- Маргарет Кейл — голос
- Адам Мосли — микширование, запись
- Нита Скотт — микширование, исполнительный продюсер

## Чарты
| Чарт (2016)                 | Высшая позиция |
| --------------------------- | -------------- |
| Бельгия/Фландрия (Ultratop) | 74             |
| Бельгия/Валлония (Ultratop) | 188            |